# 最后的英雄 (电影乐队专辑)
最后的英雄（俄語：Последний герой）是苏联摇滚乐队电影的一份音乐专辑，收录的都是乐队重新录制的过往歌曲。该专辑最初於1989年在法国发行，名为“Le Dernier Des Héros”（最后的英雄）。由于当时的电影乐队已经在国外有了知名度，所以该专辑最先是在法国发行的。该专辑收录了歌曲《我想要改变！》（Хочу перемен!），这是乐队的一大知名歌曲，后来用人用這首歌歌頌1987年苏联经济改革。1991年，該專輯在俄羅斯又發行了一遍。